# Heinz Thorvald
Heinz Thorvald es el nombre de un supuesto oficial alemán con graduación de mayor y director de la escuela de francotiradores de las SS en Zossen. 
El SS-Standarteführer Heinz Thorvald se dice que fue asignado por el propio SS-Reichsführer para matar al francotirador soviético Vasili Záitsev que había causado más de ciento cincuenta bajas entre las filas alemanas, parte de ellas de oficiales de alto rango. Se dice que el comandante Thorvald adoptó el seudónimo de Erwin König con objeto de evitar ser utilizado por la propaganda soviética si caía en combate. Según la propaganda soviética el supuesto «mayor König» cayó en acto de combate contra Zaitsev en Stalingrado en el año 1942.

## Mito o realidad
Zaitsev sostuvo que el duelo tuvo lugar durante un período de tres días en las ruinas de Stalingrado. Lo cierto es que la existencia de Heinz Thorvald jamás ha sido probada. Otros francotiradores soviéticos con más del doble de bajas confirmadas como Iván Sidorenko o Fiódor Ojlópkov no corrieron la misma suerte, en el caso de Sidorenko por haber nacido en una familia burguesa y en el de Ojlópkov por tener orígenes yakutos, una etnia minoritaria de la Unión Soviética.

## Cultura actual
La historia de Heinz Thorvald se puede ver reflejada en la película Enemy at the Gates, cuyo personaje es protagonizado por Ed Harris.